# Сергеевка (приток Партизанской)
Серге́евка (до 1972 года — Малаза) — река в Партизанском районе Приморского края на Дальнем Востоке России, левый приток реки Партизанская.
До 1972 года — носила китайское название Малаза (Мализа) Переименована после вооружённого конфликта за остров Даманский.
Малаза — китайское название: от Малацзе — Непрерывные горы, хребет.
Река берёт начало на западных склонах хребта Лазовский, течёт на юго-запад и впадает в реку Партизанская у села Сергеевка, на 87-м км от её устья. Примерно в 10 км до впадения Сергеевки в Партизанскую на левом берегу стоит деревня Монакино Партизанского района Приморского края.
Длина — 35 км, площадь бассейна — 700 км², общее падение реки 610 м, средний уклон 17,4 ‰. Русло реки сильно извилистое. Ширина реки в нижнем течении 7 — 10 м, преобладающая глубина 0,5 м.
Сток реки в течение года распределен крайне неравномерно: почти 96 % годового объёма проходит в теплый период. В летнее время часты паводки, вызываемые интенсивными продолжительными дождями.
В нижнем течении на протяжении примерно 20 км параллельно реке проходит автодорога «Находка — Кавалерово».